# 薩爾蒂納河
46°19′6″N 7°58′47″E / 46.31833°N 7.97972°E

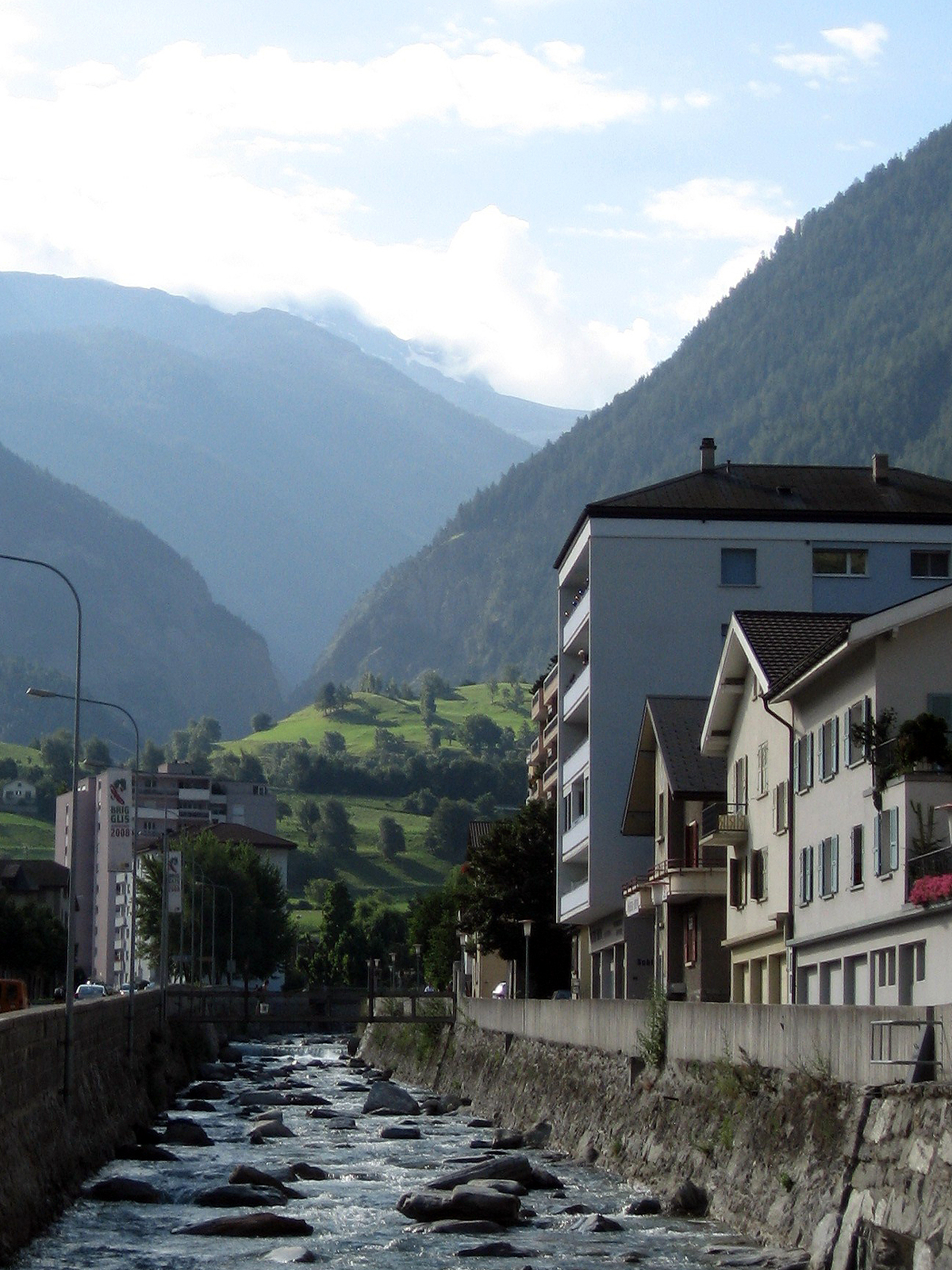

薩爾蒂納河是瑞士的河流，位於該國西南部，流經瓦萊州，屬於羅訥河的左支流，河道全長12公里，流域面積77平方公里，河口處在布里格。